# Антиамерички протести у муслиманском свету 2012.
 Антиамерички протести у муслиманском свету су протести почели 11. септембра 2012. године после емитовања филма "Невиност муслимана" коптског режисера из САД у коме се по тврдњама муслимана исмева исламски пророк Мухамед. Протести су прво почели у Египту и Либији. У Либији је током протеста убијен амерички амбасадор Крис Стивенс и још три америчка службеника. До ових убистава је дошло у америчком конзулату у Бенгазију када су радикални исламисти из Либије напали тај конзулат а потом га и запалили. Ови протести су уследили непосредно после позива првог човека Ал Каиде Ајмана ел Завахирија на освету због убиства једног од истакнутих вођа те организације које су извршили Американци помоћу беспилотне летелице. Наредних дана протести су се проширили и у многе друге муслиманске државе, а и у неке државе у којима су муслимани мањина. У многим овим државама су из протеста запаљене америчке заставе уз узвике „Смрт Америци, смрт Израелу“.

## Протести и напади на америчке дипломатске мисије

### Египат
Протести су почели на улицама египатског главног града Каира као одговор на увредљив филм за муслимански свет који је снимљен у САД. У првом дану протеста, демонстранти су се сукобили са египатском полицијом која је бранила прилазе америчкој амбасади у главном граду Египта. Упркос јакој одбрани амбасаде, неколицина демонстраната је успела да пробије заштиту и упадне на њен посед. У наставку дана египатске власти су објавиле да је четворо људи ухапшено због упада на посед америчке амбасаде. Наредног дана полиција је употребила и сузавац како би спречила напредовање демонстраната ка страним амбасадама у Каиру, на шта су они одговорили бацањем каменица на припаднике полиције. У овим окршајима до 13. септембра повређене су најмање 224 особе. Истог дана је Муслиманско братство позвало Египћане да наставе протесте против увредљивог филма. Муслиманско братство је већ следећег дана одбило подршку протестима. 14. септембра настављени су протести у којима је дошло до сукоба са полицијом која је употребила сузавац. У овим сукобима погинуо је један демонстрант и запаљено је неколико возила. Крајем дана демонстранти су напали камп међународних снага на Синају и у том нападу су повређена двојица Колумбијаца и један Египћанин, а запаљена је и једна осматрачница. У Каиру су 15. септембра полицајци блокирали прилазе америчкој амбасади плашећи се нових напада на америчку дипломатску мисију у Египту. Током дана полиција је одбацила демонстранте од амбасаде и опколила их на Тргу Тахриру где су извели акцију хапшења у којој је приведено 220 особа од којих је 54 особе задржано у притвору. У овим сукобима је погинуо један демонстрант. 18. септембра су египатски исламисти прогласили смртну пресуду свима који су учествовали у стварању спорног филма. Један коптски учитељ је осуђен на 6 година затвора због вређања Ислама.
Власти у Египту су осудили ове нападе на стране амбасаде и полицију и позвали демонстранте да се уздрже од насиља. Ове нападе а и емитовање увредљивог филма је осудио и председник Египта Мухамед Мурси, истичући да неће дозволити насиље на улицама Каира и нападе на стране амбасаде у том граду. Премијер Египта Хишам Кандил позвао је САД да казне оне који вређају исламског пророка Мухамеда.

### Либија
Протести у Либији су почели у некадашњем највећем побуњеничком упоришту за време грађанског рата Бенгазију. Исто као и у Египту ови протести који су касније прерасли у демонстрације имали су за последицу приказивање увредљивог филма снимљеног у САД у коме се исмева муслимански пророк Мухамед. У овим демонстрацијама је учествовао велики број радикалних исламиста који су у каснијим сатима стигли и до америчког конзулата у Бенгазију који је из освете и нападнут. Према њиховим тврдњама до напада на конзулат је дошло после пуцња од стране Американаца са његовог поседа на шта су демонстранти одговорили истом мером. Један од демонстраната је испалио гранату која је погодила конзулат и притом усмртила америчког амбасадора Криса Стивенса и још тројицу његових службеника. У нападима повређено је још 18 Американаца који су се тада налазили у конзулату. Током 14. септембра либијска полиција је ухапсила четири особе за које се сумња да су учествовале у нападу на амерички конзулат у Бенгазију. Либијске власти нису искључили могућност да се у редовима либијских снага безбедности налазе појединци, који су дојавили нападачима локацију где се налази амбасадор Стивенс. У нередима у Триполију демонстранти су запалили амерички ресторан брзе хране КФЦ. Ал Каида је саопштила да је напад на конзулат САД у Бенгазију освета због убиства истакнутог члана те организације Саида ел Шехрија у Јемену. Либијске власти су 16. септембра ухапсиле 50 особа за које се сумња да су учествовале у нападу на амерички конзулат у Бенгазију. У Бенгазију су 19. септембра радикални исламисти пуцали на америчке беспилотне летелице које су већ неколико дана надлетале тај град пратећи бригаду Ансар ел Шарија, за коју се сматра да је одговорна за напад на конзулат. Ова бригада је запретила „Паклом у Либији“ ако се Американци освете за напад на конзулат и убиство амбасадора и његових тројицу службеника. 20. септембра полиција у Бенгазију је отказала послушност новоизабраном шефу службе безбедности Салаху Догману, задуженом за расветљивање случаја напада на конзулат и убиства америчког амбасадора.
Ове нападе на конзулат и убиство америчког амбасадора осудиле су власти у Триполију као и сам премијер Абдел Рахим ел Кеб, оптужујући радикалне исламисте и остатке Гадафијевог режима за ово насиље и обећавајући да ће се починиоци пронаћи и да ће им се судити за нападе. Либијска влада је 17. септембра објавила је да иза напада на амерички конзулат у Бенгазију стоје радикални исламисти из бригаде Ансар ел Шарија и најавила је да ће се обрачунати са њима. Ова бригада је одбацила ове тврдње. 18. септембра у Триполију је одржан састанак свих важних војних команданата Бенгазија коа одговор на критике Барака Обаме о успореној акцији против ширења насиља.

### Израел
У Појасу Газе у Израелу 12. септембра неколико хиљада Палестинаца демонстрирало је палећи америчку заставу у знак протеста против антиисламског филма. 13. септембра је неколико десетина чланова исламског покрета протестовало је испред америчке амбасаде и у Тел Авиву.

### Мароко
12. септембра одржали су се протести испред америчког конзулата у Казабланки. У овим протестима у којима није дошло до насиља учествовало око 400 људи који су узвикивали пароле против Американаца и америчког председника Барака Обаме.

### Тунис
До демонстрација у Тунису је дошло 12. септембра када је око 300 демонстраната покушало да приђе америчкој амбасади, бацајући каменице на полицију, узвикивајући антиамеричке пароле и палећи заставу САД. Када су покушали да се приближе амбасади демонстранти су наишли на жесток отпор полиције која је употребила сузавац. У протестима током 13. септембра погинула су најмање два демонстранта а око 29 особа је повређено међу којима има и полиције. 14. септембра су настављени протести и том приликом је рањено пет особа на прилазима америчкој амбасади. Демонстранти су успели да уђу у амбасаду коју су потом демолирали и запалили док је полиција покушавајући да их растера употребила сузавац. У овим сукобима запаљено је и једно полицијско возило. Запаљена је и једна америчка школа. На прилазима амбасади погинуло су четири особе док је њих 29 рањено. 15. септембра је објављено да је у протестима претходних дана повређено више од 50 демонстраната. 17. септембра је извршена безуспешна акција хапшења салафистичког вође Сеифа Алах Бенахсина.
Тунишанска влада је окривила салафисте и њиховог вођу Сеифа Алах Бенахсина за напад на америчку амбасаду у тој земљи.

### Алжир
Портпарол алжирског Министарства спољних послова Амар Белани осудио је увредљив филм америчког режисера изреалског порекла и окривио га као једини узрок настанка насиља у муслиманском свету.

### Јемен
13. септембра у Сани, главном граду Јемена неколико стотина демонстраната упало је у комплекс америчке амбасаде где су се сукобили са локалном полицијом која је бранила амбасаду. Како би одбила масу од амбасаде полиција је пуцала у ваздух надајући се да ће се демонстранти због тога повући. У овим сукобима је према тврдњама медија убијена једна особа. У истим сукобима повређено је 15 особа од којих је неколико рањено ватреним оружјем. Касније је објављено да су у нападу на америчку амбасаду погинула четири демонстранта. Око 2000 демонстраната се 14. септембра сукобило са полицијом, која је употребила сузавац и водене топове како би одбила масу од америчке амбасаде у Сани. Ал Каида у Јемену је позвала муслимане да протестују и убију што више америчких дипломата у знак освете.

### Либан
У Либану је током протеста 13. септембра погинула једна особа. 14. септембра су настављени протести у Триполију другом граду по величини у Либану и притом је погинула најмање једна особа, а 25 их је повређено. Лидер Хезболаха шеик Хасан Насралах позвао је 17. септембра присталице ове либанске паравојне организације на демонстрације. Пре почетка протеста простор око америчке амбасаде је строго заштићен. Демонстрације Хезболаха одржане су у Дахији, предграђу Бејрута и у њима је учествовало на десетине хиљада присталица те организације. 19. септембра је на хиљаде присталица Хезболаха мирно протестовало у Тиру, граду на југу Либана.

### Судан
12. септембра протести су одржани и у Судану одакле су се чуле остре критике на рачун САД поводом приказивања увредљивог филма. 13. септембра је у сукобима са полицијом погинула једна особа. Током 14. септембра око 5000 демонстраната упало је у немачку и британску амбасаду у Картуму, главном граду Судана. Амбасаде су запаљене и у великој мери оштећене после упада демонстраната. Полиција је, како би растерала насилнике употребила сузавац и приликом окршаја са њима погинуо је још један демонстрант. После напада на ове амбасаде демонстранти су камионима и аутобусима кренули ка америчкој амбасади где се њих око 5000 сукобило са суданском полицијом која је употребила сузавац. Упркос томе демонстранти су успели да уђу у амбасаду из које их је полиција касније истерала сузавцем. Сматра се да је у овим сукобима погинуло најмање 5 особа, док их је 67 рањено. У Судану су до краја дана погинуле још две особе. Суданска полиција је саопштила 15. септембра да су још два демонстранта погинула у протестима испред америчке амбасаде.

### Иран
Иранске власти су осудиле приказивање америчког филма у коме се вређају муслимани и исмева исламски пророк Мухамед, позивајући народ да се придружи демонстрацијама у Техерану заказаним за 13. септембар.
Око 500 демонстраната се окупило у главном иранском граду испред швајцарске амбасаде и узвикивало пароле против Американаца и тражило смрт режисера увредљивог филма. Простор око амбасаде обезбеђивало је неколико стотина полицајаца не дозвољавајући демонстрантима да приђу комплексу.
Ирански врховни вођа ајатолах Али Хамнеи позвао је америчке власти да ухапсе творце увредљивог и антиисламског филма.
Он је такође позвао западне земље да забране даље емитовање спорног филма, како би показале да не стоје иза таквог вређања муслиманског света. Министар спољњих послова Ирана Али Акбар Салехи најавио је да ће Иран послати протестно писмо и генералном секретару Уједињених нација Бан Ки-Муну.

### Ирак
У Ираку је дошло до демонстрација у главном граду те земље Багдаду и у ирачком светом граду Наџафу. У овим демонстрацијама је учествовало неколико стотина људи који су узвикивали антиамеричке пароле и запалили заставе САД. Радикални шиитски свештеник Моктада ел Садра и његове присталице из Наџафа су затражили од ирачких власти да упуте протест америчкој амбасади и забране улазак њихових држављана у земљу.

### Бангладеш
У Даки, главном граду Бангладеша демонстранти су блокирали главну раскрсницу узвикивајући пароле против САД. Такође, доманстранти којих је било око 10 000 су запалили америчке и изреалске заставе.

### Авганистан
Како не би дошло до насилних демонстрација у држави, авганистанске власти су забраниле интернет сајт Јутјуб. Овим потезом власти у Авганистану су забранили гледање „богохулног“ филма који се налази на том сајту и тиме су затражили да његово брисање са Јутјуб-а. У Кабулу је 17. септембра око 1000 демонстраната протестовало, палећи аутомобиле и бацајући каменице на америчку војну базу на истоку главног авганистанског града. Брзим деловањем авганистанске полиције демонстранти су одбачени од америчке базе у чијој се близини налази и база НАТО снага. Демонстранти су касније у том граду каменовали и америчку амбасаду. 18. септембтра у Кабулу је дошло до бомбашког напада у коме је погинуло 12 људи, од којих је седморо странаца. Одговорност за овај напад је преузела побуњеничка група Хезб е Ислами и саопштила да је ово освета за антиисламски филм.

### Пакистан
13. септембра пакистанске власти су како не би дошло до ширења насиља забраниле сајтове на којима се приказује амерички филм „Муслиманска невиност“. Пакистански талибани су позвали муслимане да се освете за антиисламски филм у коме се исмева исламски пророк Мухамед. У протестима широм Пакистана 16. септембра убијена је једна особа, а пет их је повређено од којих су два полицајца. Протести око 1000 демонстраната одржани су у Карачију највећем граду ове државе где је дошло и до сукоба са полицијом. Демонстранти су бацали каменице на полицију на шта је полиција одговорила сузавцем и пуцањем у ваздух. Око 4000 демонстраната је протестовало у градовима Лахор и Кири Шамозај а протести су били и у више од 10 мањих градова широм земље. 17. септембра је у протестима у месту Вараи, на северозападу Пакистана погинуо један демонстрант. У протесту у овом месту је око 800 демонстраната запалило полицијску станицу, кућу једног судије и локални новинарски клуб. Јављено је и да је један демонстрант, који је повређен у протестима пре неколико дана, преминуо. У граду Пешавар је око 3000 ученика и професора бојкотовало наставу и протестовало против антиисламског филма. Истог дана је у Карачију група од неколико стотина демонстраната пробила полицијску барикаду и кренула ка америчком конзулату у том граду. Полиција је прво пуцала у ваздух, а касније и у демонстранте, на шта су они одговорили каменицама и том приликом је петоро демонстраната погинуло док их је на десетине повређено. Протести су одржани и у многим другим градовима Пакистана али није било инцидената. 20. септембра дошло је до протеста у главном граду Пакистана, Исламабаду када је око 1000 демонстраната покушало да на силу уђе у америчку амбасаду у том граду. Захваљујући брзој акцији полиције, испаљивањем сузавца, демонстрације су разбијене и спречен је упад у амбасаду.

### Индонезија
14. септембра су почели протести и у Индонезији највећој муслиманској држави. Око 500 радикалних исламиста окупило се у главном граду те државе, Џакарти, тумачећи увредљив амерички филм као „позив на рат“. Око амбасаде САД у том граду распоређено је неколико стотина полицајаца због страха од насиља какав се десио у Бенгазију. 15. септембра је око 50 демонстраната протестовало у источној индонежанској провинцији Источној Јави. Током 17. септембра
одржани су протести у градовима Медан и Бандунг. Истог дана одржан је и протест у Џакарти, где су демонстранти напали америчку амбасаду. Том приликом је запаљена америчка застава и бачен је молотовљев коктел на ограду око амбасаде. У овом сукобу око амбасаде најмање један полицајац је повређен.

### Малезија
У главном граду Малезије, Куала Лумпуру неколико десетина људи прошетало се 14. септембра до америчке амбасаде у том граду упутивши им писмо у коме се позивају да редитеља филма изведу пред суд због злочина који је починио.

### Малдиви
У Малеу је 14. септембра неколико стотина демонстраната запалило америчку заставу испред америчког комплекса. 15. септембра демонстрације су одржане и испред зграде Уједињених нација на Малдивима.

### Аустралија
Око 500 демонстраната се окупило 15. септембра испред америчког конзулата у Сиднеју. Око конзулата био је распоређен велики број полицајаца који су бранили прилаз комплексу. Демонстранти су ушли у сукобе са полицијом гађајући их разним предметима, на шта је полиција одговорила сузавцем. У овим сукобима је повређено шесторо особа, а ухапшено осморо. 17. септембра у Сиднеју је избио скандал када је осванула слика на којој се налази малолетник са таблом на којој је писало:"Одрубите главу онима који вређају Пророка“.

### Босна и Херцеговина
14. септембра група од неколико младића протестовало је у Сарајеву.

### Велика Британија
14. септембра у Лондону испред америчке амбасаде око 150 муслимана је запалило америчку и изреалску заставу.

### Белгија
15. септембра одржали су се протести на улицама Антверпена у којима је учествовало неколико стотина радикалних исламиста који су палили америчке заставе и позивали на насиље. Белгијска полиција је ухапсила 120 демонстраната током протеста у коме није било повређених.

### Француска
У Паризу је 15. септембра полиција ухапсила 100 демонстраната који су ненајављено протестовали у том граду. Француски министар унутрашњих послова Мануел Валс изјавио је да ће спречити све антиамеричке протесте у земљи, истичући да су такви протести забрањени. Француски магазин Шарли Ебдо је 19. септембра објавио нову карикатуру Мухамеда, због чега су специјалци распоређена око зграде тог магазина како не би дошло до насиља у Француској. Због ових увреда на рачун муслимана француска влада је из страха затворила на десетине амбасада и школа у исламским земљама.

### Турска
Око 50 демонстраната окупило се 16. септембра близу америчке амбасаде у Анкари осуђујући приказивање антиисламског филма. Пут ка амбасади су им препречили полицајци тако да није дошло до насиља. Након тога демонстранти су запалили америчку заставу. Касније се још једна група демонстраната окупила у главном граду Турске протестујући против политике Вашингтона коју води на Блиском истоку и Сирији

### Азербејџан
17. септембра је у Бакуу спречен протест више од 100 демонстраната од којих је 30-ак приведено. У овом сукобу са полицијом повређено је неколико особа.